# Adam Zawadzki (1814–1875)
Adam Zawadzki (ur. 30 sierpnia 1814 w Wilnie, zm. 5 stycznia 1875 tamże) – wileński drukarz i księgarz. 

## Życiorys
Syn Józefa, brat Józefa i Feliksa, mąż Wincenty.
Objął drukarnię po śmierci swego ojca w 1838 roku. Wydał 9 serii: Biblioteki podróży i malowniczo-historycznych opisów różnych krajów (16 tomów), Obrazy Ignacego Chodźki. Wraz z bratem Feliksem wydał Rys dziejów literatury polskiej Leonarda Sowińskiego, wielokrotne wznowienia historii biblijnej księdza biskupa Kozłowskiego i historii profesora Aleksandra Zdanowicza.
Członek Wileńskiej Komisji Archeologicznej. 